# Hermetes de Bononia
Hermetes de Bononia fue un exorcista y mártir escita, santo en la Iglesia Católica y en la Iglesia Ortodoxa.

## Hagiografía
Hermetes era un exorcista que servía a la iglesia de Ratiaria (actual Arcer, Bulgaria) cerca de Bononia (actual Vidin). Hermes, Gayo y Ageo sufrieron un poco durante la persecución de Maximiano, coemperador con Diocleciano.
Murieron decapitados bajo el reinado de Majencio, hijo del emperador Maximiano, que reinó entre 306 y 312. Este tipo de muerte no significaría necesariamente un signo de su ciudadanía romana, porque el edicto de Caracalla emitido en el 212 concedía la ciudadanía romana a todo habitante libre del Imperio.

## Veneración
El Acta Sanctorum aporta importante información sobre la veneración de estos santos, tomada de una corta mención hecha por Carlo Sigonio en su primer libro sobre los obispos de Bononia: "sus cuerpos fueron tomados secretamente por los cristianos y enterrados en tumbas judías. Pusieron cruces sobre sus tumbas para marcar el lugar donde estaban enterrados."
El martirio de los tres es también mencionado por Cherubino Ghirardacci, un teólogo agustino de Bolonia (1519-1598) en su primer libro sobre la historia de Bononia (Historia de Rebus Bononiensis libri VI). Dice que sus reliquias fueron trasladadas por el obispo Eusebio de Bolonia (378-381) a la iglesia de la Santa Cruz, según una inscripción de 1303, el año en que fue restaurada por los Sabbatini. En las tumbas de esta iglesia fueron enterradas posteriormente las reliquias de Vital, Agrícola y Próculo. Esta información, tomada de Heiligenlexikon, duda que el martirio tuviera lugar en Bononia y acepta la hipótesis italiana del martirio de los tres en Bolonia durante Diocleciano: sobre sus tumbas se edificó una iglesia, posteriormente conocida como Basilica dei Santi Vitale e Agricola.
Esta información tardía podría tratarse de un error historiográfico de los bolandistas en su hagiografía del siglo XVII, como hace notar Jan Marco Savilla en su análisis de Antiquarianismus, Hagiographie und Historie im 17. Jahrhundert El autor remarca el posible error al usar Bononia en lugar del antiguo nombre Balonia, el único y el mismo que con la moderna Bolonia. Así que podría ser posible que los Santos de Bolonia fueran otros que los mencionados en los viejos martirologios. En cualquier caso, es notable la coincidencia de los nombres. Sería difícil creer que todos los martirologios se han equivocado al confundir Bononia con Bolonia.
Como santo que sufrió martirio en las fronteras del Danubio, los calendarios rumanos ortodoxos de las últimas décadas mencionan a San Hermes, el mismo día que Santa Melania la Joven y San Zótico de Roma, el protector de los huérfanos.